# Alfredo Goldschmidt
Alfredo Goldschmidt (en hebreo: אלפרדו גולדשמיט; nacido el 4 de agosto de 1945 en Buenos Aires, Argentina) es el gran rabino de Colombia, reconocido como tal por el gobierno de dicho país en 1991.

## Primeros años
Goldschmidt nació en Buenos Aires, Argentina, hijo de dos inmigrantes judíos de Alemania, Herman y Else Goldschmidt. Realizó su educación primaria en Argentina y luego continuó sus estudios en la Yeshivá del Rabino Samson Raphael Hirsch en Nueva York, Estados Unidos. Se graduó en psicología en el City College. Se preparó en rabinato y educación en el Colegio Rabínico Ner Yisroel de Baltimore, entre 1962 y 1968. Regresó a Argentina para ser docente y rector del Colegio Integral Rabino Iosef Caro por siete años.

## Colombia
En 1973, la comunidad judía de Bogotá estaba en busca de un rabino, lo que causó que una delegación del Centro Israelita de Bogotá (CIB) viajara a Argentina para encontrar uno. En febrero de 1974, se convierte en rabino del CIB, donde sigue prestando su servicio. En abril, se muda a la capital colombiana. En 1991, es reconocido como el gran rabino de Colombia por el gobierno nacional.
Goldschmidt también ha sido rabino en la escuela judía de Bogotá, el Colegio Colombo Hebreo, siendo activo también en el Kinneret, un movimiento juvenil Sionista.
Desde el inicio de su mandato, el rabino Goldschmidt ha mantenido importantes relaciones interreligiosas con líderes de diferentes creencias en toda Colombia. Goldschmidt participa en varios esfuerzos para traer el Kashrut a Colombia, además, imparte numerosas clases de Torá y se dedica al canto y la música mediante el uso de su acordeón en varios eventos.

## Distinciones
En 2021, el Concejo Mundial para la Educación de la Torá le otorgó el Premio al Educador Ejemplar de la Diáspora, una ceremonia que fue realizada virtualmente dado que Goldschmidt no pudo viajar a Israel. Recibió su premio el 23 de octubre de 2022 en Jerusalén, en presencia de Moshe Lion y Shlomo Amar, gran rabino sefardí y Rishon LeZion de Israel.